# Appeal Virtual Machines
Appeal Virtual Machines — шведская компания, созданная в 1998 году выпускниками Королевского технологического института в г.Стокгольме (среди них Marcus Hirt и Marcus Lagergren). Главным образом компания известна разработкой виртуальной Java-машины под названием JRockit.
В 2002 году компания была приобретента компанией BEA Systems, которая стала частью компании Oracle Corporation в 2008 г.
На момент 2010 года несколько основателей компании по-прежнему работали в Oracle.